# Xerocomellus redeuilhii
Bolet rubicond, Bolet de Redeuilh
Espèce
Statut de conservation UICN

 LC  : Préoccupation mineure
Xerocomellus redeuilhii, le Bolet rubicond, est une espèce de champignon (Fungi) basidiomycète  du genre Xerocomellus dans la famille des Boletaceae. Il est caractérisé par son chapeau rougeâtre et son pied rouge betterave dans sa moitié inférieure, à l'extérieur comme dans sa chair à la coupe.

## Taxonomie
Le nom correct complet (avec auteur) de ce taxon est Xerocomellus redeuilhii A.F.S.Taylor, U.Eberh., Simonini, Gelardi & Vizzini.

### Phylogénie
Xerocomellus redeuilhii a longtemps été nommé Xerocomus dryophilus par les mycologues européens, mais ce dernier, décrit des États-Unis, ne semble pas présent en Europe. Xerocomellus redeuilhii est donc l'espèce Européenne, tandis que Xerocomellus dryophilus (le Bolet californien ou Bolet du chêne) est une espèce Américaine. X. redeuilhii diffère de X. dryophilus (Thiers) N. Siegel, C.F. Schwarz & J.L. Frank par un port généralement plus mince et des cellules terminales de pileipellis avec un apex plus aigu et des incrustations épipariétales moins évidentes. Cependant, une confusion entre les deux taxons est impossible car ils se rencontrent sur des continents différents.
D'autrepart, Moreno et Al. (2016) ont publié Xerocomellus poederi G. Moreno, Heykoop, Esteve-Rav., P. Alvarado & Traba dans le but de fournir un nom valide à Xerocomus dryophilus s. Ladurner & Simonini 2003 "Xerocomellus dryophilus, une espèce décrite par Thiers (1975) en Californie, ressemble à X. poederi à cause du contexte rougeâtre foncé à la base de la tige, une caractéristique qui a conduit de nombreux auteurs à confondre les deux taxons (Simonini 1994, Pérez de Gregorio 1995, Ladurner & Simonini 2003)", mais ils ont en fait décrit un nouveau taxon, avec des microstructures bien différenciées.

### Étymologie
Son épithète spécifiques redeuilhii lui a été donné en hommage au mycologue Guy Redeuilh (1937 – 2004).

### Noms vulgaires et vernaculaires
Ce taxon porte en français les noms vernaculaires ou normalisés suivants : bolet rubicond, bolet de Redeuilh.

## Description du sporophore
Les bolets sont des champignons dont l'hyménophore, constitué de tubes et terminés par des pores, se sépare facilement de la chair du chapeau. Ce chapeau d'abord rond, recouvert d'une cuticule, devient convexe à mesure qu’il vieillit. Ils ont un pied (stipe) central assez épais et une chair compacte. Les caractéristiques morphologiques de X. redeuilhii sont les suivantes :
Son chapeau mesure de 3 à 10 cm, il est de couleur brun-rouge, rose-rouge, rouge à pourpre, pâlissant parfois à brunâtre pâle, brun-gris à brun et se parfois craquelant un peu mais pouvant tout aussi bien être non craquelé. Cuticule parfois légèrement viscidule.
L'hyménophore présente des tubes d'abord jaune olivâtre, plus au moins bleuissants. Les pores sont bleuissants au toucher, concolores aux tubes.
Son stipe mesure 3 à 8 cm x 1 à 2 cm, de couleur jaune de chrome, jaune, jaunâtre à jaune crème au sommet, de plus en plus rouge betterave ou rouge vineux en allant vers la base, rougeâtre localisé surtout dans la moitié inférieure ou alors juste dans la base.
La chair est jaune, rouge betterave, vineux ou rouge sang dans la base du pied, immuable à légèrement bleuissante au sommet du stipe. Sa saveur est douce et son odeur est faible.

### Caractéristiques microscopiques
Ses spores mesurent 11 à 16 μm x 5 - 7 μm (Q = 2,1 à 2,4 μm), elles sont allongées-fusoïdes, lisses, assez larges pour le genre.

## Galerie

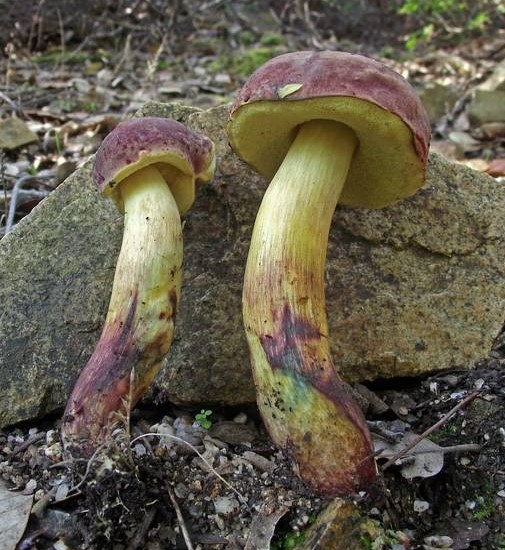
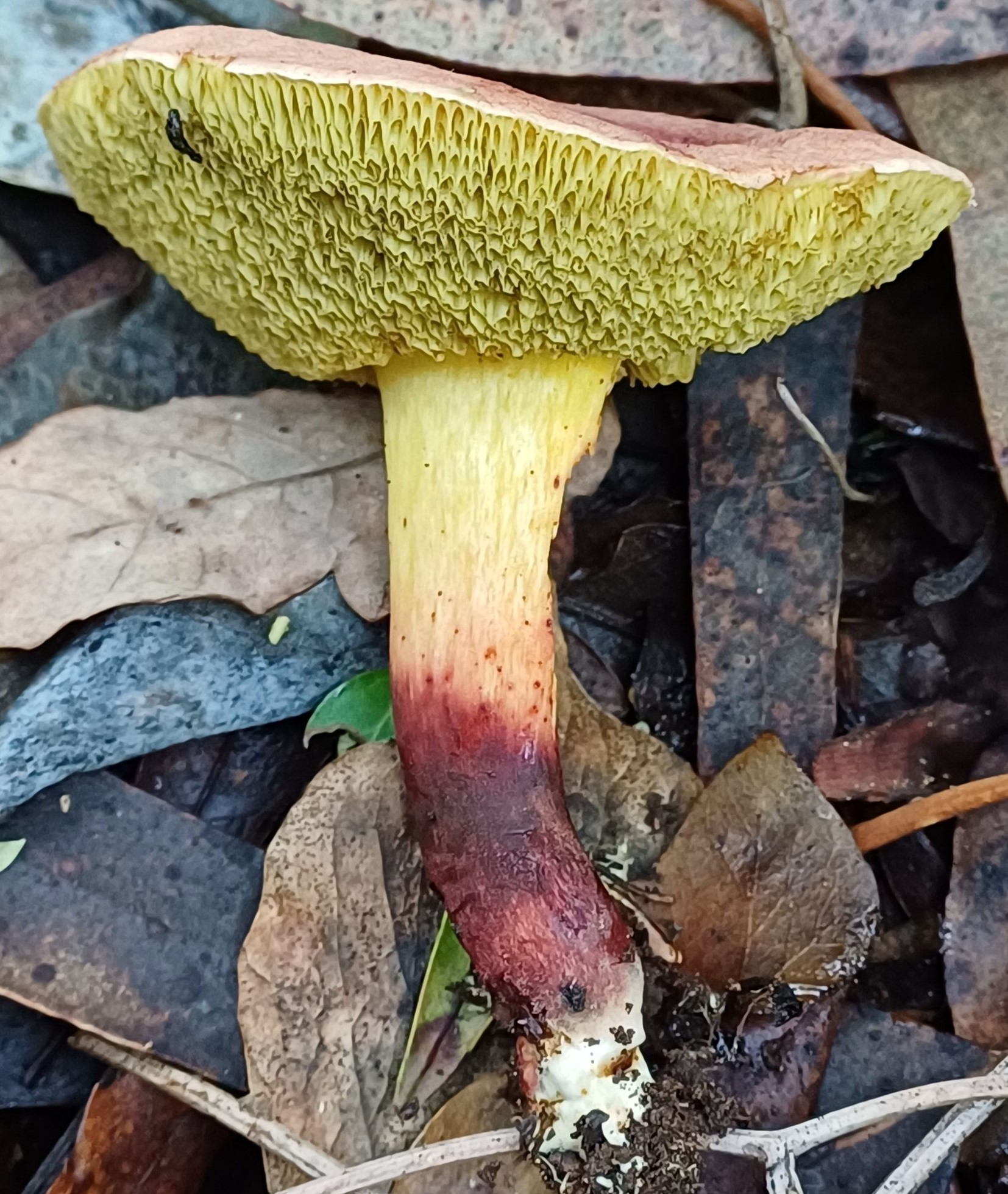
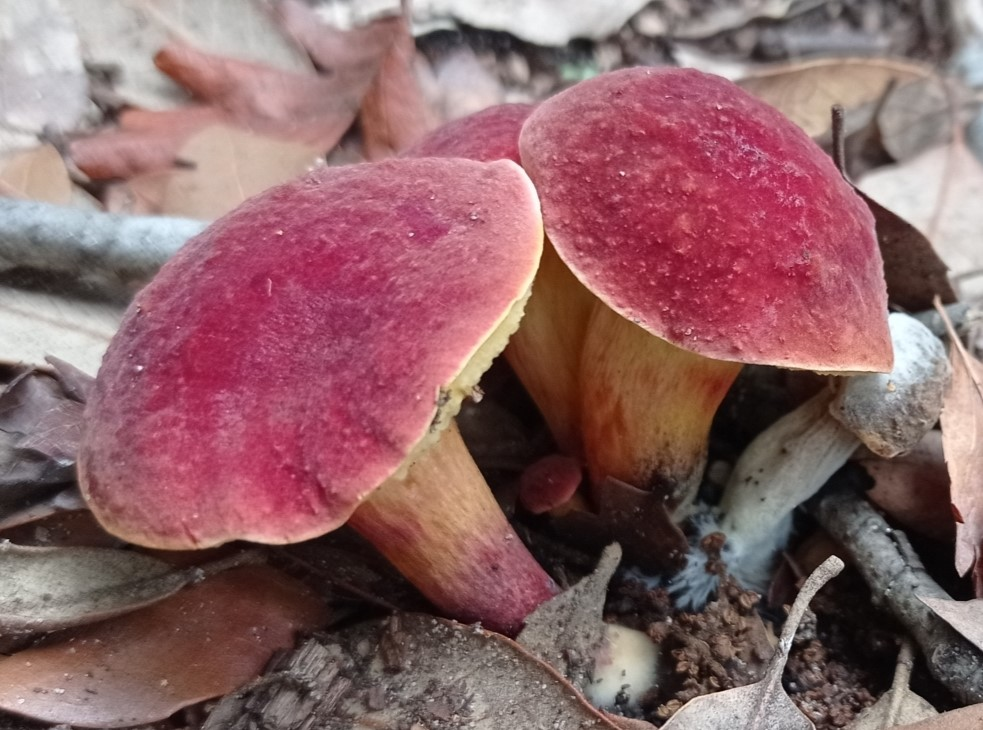
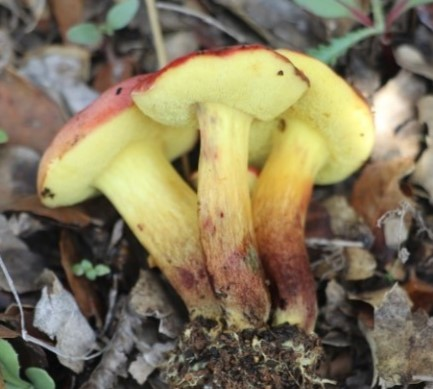
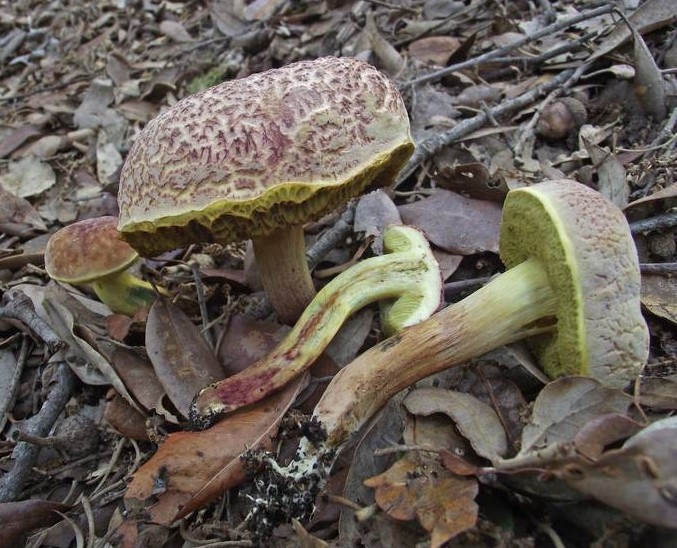
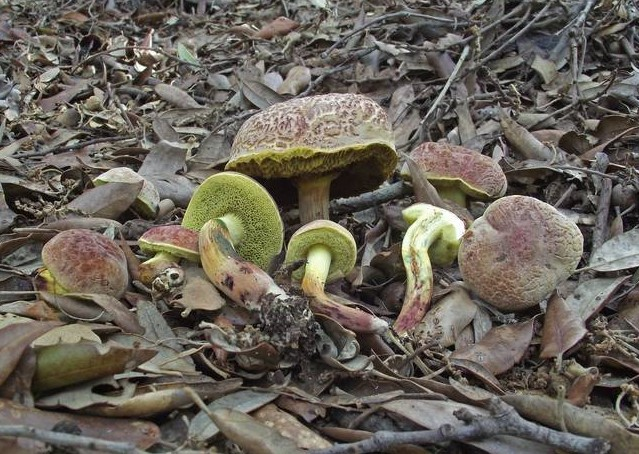

## Habitat et distribution
Il s'agit un champignon ectomycorhizien, thermophile, xérophile et plutôt méridional, poussant sous feuillus, surtout sous les chênes, sur sol calcaire.

## Statut de conservation

### Régional
- Midi-Pyrénées : classement de cette espèce en catégorie VU (Vulnérable) au niveau régional[7].

## Comestibilité
Comme tous les Xerocomus au sens large, le Bolet rubicond est une espèce d'intérêt culinaire donné comme moyen de par son faible goût et sa petite taille. Elle est comestible après cuisson, de préférence en retirant le pied et en privilégiant les jeunes spécimens et les spécimens fermes dont les tubes ne sont pas très développés. Il ne fait état d'aucune consommation traditionnelle ou occasionnelle notable, de sorte qu'il peut être considéré comme sans intérêt alimentaire .

## Confusions possibles
- Le Bolet des rives (Xerocomellus ripariellus), chapeau beaucoup plus facilement craquelé, tendance hygrophile, pas de zone rouge betterave à la coupe et bleuissement plus intense. Sans intérêt alimentaire.
- Le Bolet finlandais (Xerocomellus fennicus), chapeau beaucoup plus facilement craquelé, tendance hygrophile, pas de zone rouge betterave à la coupe et bleuissement plus intense, spores notablement tronquées. Sans intérêt alimentaire.
- Le Bolet de Sarnari (Xerocomellus sarnarii), possédant aussi une moitié inférieure basse rouge betterave à la coupe mais son chapeau fissuré est de couleur marron-gris. Sans intérêt alimentaire.
- Le Bolet de Poeder (Xerocomellus poederi), possédant aussi une moitié inférieure basse rouge betterave à la coupe mais son chapeau fissuré est de couleur marron, spores sans troncature. Sans intérêt alimentaire.
- Le Bolet framboise (Hortiboletus rubellus), moins thermophile, sans rouge betterave à la coupe, présentant des petits points rouge orangé à la base du pied à la coupe. Comestible.